# Kyrgyzsko-kypčacké jazyky

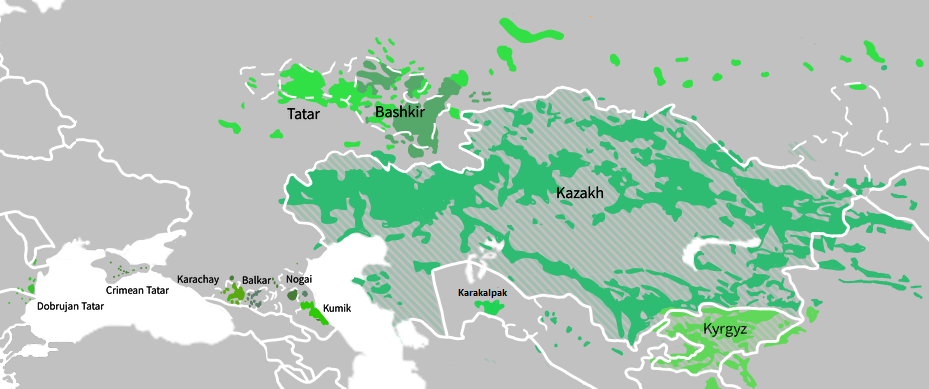
Mapa rozšíření kyrgyzsko-kypčackých jazyků

Kyrgyzsko-kypčacké jazyky jsou podskupinou  Kypčacké skupiny Západoturkických jazyků.

## Dělení
- Kypčacko-kyrgyzské jazyky
  - kyrgyzština
  - altajština